# Фригон ди Мецо (Виченца)
Фригон ди Мецо је насеље у Италији у округу Виченца, региону Венето.
Према процени из 2011. у насељу је живело 15 становника. Насеље се налази на надморској висини од 45 м.